# Highland Football League 1993–94
Highland Football League 1993–94 với đội vô địch là Huntly. Đây là mùa giải cuối cùng Ross County, Caledonian và Inverness Thistle thi đấu.

## Bảng xếp hạng
| XH | Đội               | Tr | T  | H | T  | BT | BB  | HS  | Đ  |
| -- | ----------------- | -- | -- | - | -- | -- | --- | --- | -- |
| 1  | Huntly (C)        | 34 | 27 | 4 | 3  | 95 | 21  | +74 | 85 |
| 2  | Caledonian        | 34 | 20 | 7 | 7  | 80 | 44  | +36 | 67 |
| 3  | Ross County       | 34 | 21 | 4 | 9  | 80 | 51  | +29 | 67 |
| 4  | Cove Rangers      | 34 | 20 | 4 | 10 | 89 | 46  | +43 | 64 |
| 5  | Lossiemouth       | 34 | 19 | 6 | 9  | 74 | 45  | +29 | 63 |
| 6  | Elgin City        | 34 | 19 | 6 | 9  | 60 | 33  | +27 | 63 |
| 7  | Keith             | 34 | 16 | 6 | 12 | 57 | 40  | +17 | 54 |
| 8  | Buckie Thistle    | 34 | 16 | 6 | 12 | 54 | 48  | +6  | 54 |
| 9  | Fraserburgh       | 34 | 15 | 8 | 11 | 52 | 36  | +16 | 53 |
| 10 | Brora Rangers     | 34 | 13 | 9 | 12 | 60 | 61  | −1  | 48 |
| 11 | Peterhead         | 34 | 12 | 8 | 14 | 55 | 56  | −1  | 44 |
| 12 | Clachnacuddin     | 34 | 11 | 7 | 16 | 49 | 60  | −11 | 40 |
| 13 | Forres Mechanics  | 34 | 11 | 6 | 17 | 56 | 67  | −11 | 39 |
| 14 | Deveronvale       | 34 | 7  | 8 | 19 | 46 | 84  | −38 | 29 |
| 15 | Inverness Thistle | 34 | 6  | 9 | 19 | 38 | 62  | −24 | 27 |
| 16 | Fort William      | 34 | 8  | 3 | 23 | 26 | 78  | −52 | 27 |
| 17 | Nairn County      | 34 | 6  | 3 | 25 | 30 | 114 | −84 | 21 |
| 18 | Rothes            | 34 | 4  | 6 | 24 | 42 | 97  | −55 | 18 |

Nguồn: Scottish Football Historical Archive - Highland League Final Tables
Quy tắc xếp hạng: 1. Điểm; 2. Hiệu số bàn thắng; 3. Số bàn thắng.
(VĐ) = Vô địch; (XH) = Xuống hạng; (LH) = Lên hạng; (O) = Thắng trận Play-off; (A) = Lọt vào vòng sau. 
Chỉ được áp dụng khi mùa giải chưa kết thúc: 
(Q) = Lọt vào vòng đấu cụ thể của giải đấu đã nêu; (TQ) = Giành vé dự giải đấu, nhưng chưa tới vòng đấu đã nêu.

Bản mẫu:Bóng đá Scotland 1993–94